# Diecéze inčchonská
Diecéze inčchonská (lat. Dioecesis Inchonensis, korejsky 천주교 인천교구구) je jihokorejská římskokatolická diecéze. Sídlo biskupství i katedrála se nachází v Inčchonu. Inčchonská diecéze je sufragánem soulské arcidiecéze.
Od roku 2016 je diecézním biskupem Mons. John Baptist Jung Shin-chul

## Historie
Apoštolský vikariát byl v Inčchonu založen 6. června 1961 bulou Jana XXIII. Coreanae nationis orae. Po necelém roce byl 10. března 1962 bulou Fertile Evangelii semen povýšen na diecézi.

## Věřící
V roce 1980 žilo na území diecéze 79,290 katolíků (5.3% z celkového počtu 1,491,484 osob). V roce 2013 byl počet katolíků 465,496 (10.3% z 4,516,050).

## Seznam ordinářů diecéze
- William John McNaughton, M.M. (1962-2002)
- Boniface Choi Ki-San (2002-2016)
- John Baptist Jung Shin-chul (2016-současnost)